# Gustavo Pittaluga
Gustavo Pittaluga Fattorini (Firenze, 10 novembre 1876 – L'Avana, 27 aprile 1956) è stato un biologo, medico e politico italiano naturalizzato spagnolo, noto soprattutto per il suo contributo allo sviluppo dell'ematologia e parassitologia, così come per la sua partecipazione nella lotta nazionale e internazionale contro la malaria.

## Biografia
Pittaluga studiò medicina presso l'Università di Roma, dove divenne medico nel 1900, con una tesi sull' acromegalia. Divenne assistente del medico e naturalista Giovanni Battista Grassi, specialista nella zoologia degli invertebrati e protozoi. Grassi aveva da poco dimostrato che la malaria può essere trasmessa dalle zanzare del genere Anopheles.
Pittaluga partecipò nel 1902 al XIV Congresso Internazionale di Medicina a Madrid, dove presentò una comunicazione sulla malaria. Fece la conoscenza del medico spagnolo Santiago Ramón y Cajal e di altri naturalisti, e decise di stabilirsi in Spagna. Già nel 1904 chiese la cittadinanza spagnola. Nel 1905 venne nominato capo del servizio di disinfezione presso l'Istituto di Igiene Alfonso XIII. Sposò a Madrid, María Victoria González del Campillo y Alvarez de Lorenzana, con la quale ebbe tre figli, uno dei quali divenne un noto compositore, Gustavo Pittaluga González del Campillo.
Nel 1909 diresse una commissione che si occupava nella cura delle malattie endemiche in Fernando Poo.
Dal 1911 fu docente di parassitologia e patologia tropicale presso l'Università di Madrid. Nel 1913 descrisse, con i suoi discepoli, la forma endemica di kala-azar (leishmaniosi umana) presente in Spagna. Descrisse anche altri casi come l'epidemia di colera e altre malattie infettive. Nel 1919 studiò in Francia con Gregorio Marañón e Ruiz Falcó la cosiddetta influenza spagnola.
Nel 1915 entrò nella Real Academia Nacional de Medicina.
Dal 1920 Pittaluga partecipò all'organizzazione della lotta contro la malaria in Spagna, con la collaborazione del medico spagnolo Sadí de Buen Lozano. Durante gli anni '20 e '30 fu rappresentante della Spagna, anche con ruoli importanti, presso le organizzazioni internazionali dedicate al controllo della malaria, con l'aiuto finanziario della Fondazione Rockefeller. Fu anche presidente del comitato per la sanità della Società delle Nazioni e il medico della famiglia reale.
Pittaluga aveva chiare convinzioni politiche, come altri scienziati di rilievo del suo tempo. Fu candidato alle elezioni generali del 1923 per il distretto di Alzira con il Partito Riformista di Melquiades Alvarez, risultando eletto. Il colpo di stato di Primo de Rivera annullò tuttavia le elezioni.   
Nel 1924 partecipò come delegato del Comitato per la salute della Società delle Nazioni, una commissione che condusse durante il viaggio studio, per i Balcani e la Russia sovietica.
Nel 1932 venne eletto deputato della Corte Repubblicana, per il collegio du Badajoz con la Destra Liberale Repubblicana.
Nel 1935 fu nominato direttore dell'Istituto Nazionale della Sanità, ma fu epurato dopo la guerra civile dalla dittatura fascista di Franco. Andò in esilio prima in Francia e poi a Cuba. Nel 1955 lasciò la cattedra di professore.